# Golczewo
Golczewo (německy Gülzow) je město v okrese Kamień v Západopomořanském vojvodství na severozápadě Polska. Leží na křižovatce silnic č. 106 a 108. V roce 2024 ve městě žilo 2 501 obyvatel.

## Historie
V devátém století vzniklo nad oběma jezery sídliště, které mělo chránit přístup k Wolinu. V průběhu dalších století sídliště získalo podobu hradu se slovanskou osadou. Ve třináctém století zde ve čtyřiceti domech žilo několik set obyvatel, kteří se věnovali zemědělství, řemeslům a obchodu. V roce 1304 ho se souhlasem štětínského knížete koupilo kamenopomořské biskupství. V průběhu čtrnáctého století populace překročila 1000 obyvatel. V osadě se mísila městská zástavba s venkovskou. Konaly se v ní trhy se dřevem, dobytkem a koňmi. Zvláštním odvětvím zdejších řemesel byla výroba člunů pro rybářské osady u Štětínského zálivu. Část obyvatel se také živila plavením dřeva po Niemici. V roce 1405 hrad získali pomořanští vévodové, ale od roku 1436 se vrátil do majetku biskupů, kteří zde v roce 1454 uspořádali biskupský sněm. Roku 1684 se město i s celým biskupstvím stalo součástí Braniborského markrabství.
Během druhé světové války bylo zničeno 40 % města. Původní obyvatelé museli po válce odejít do Německa. Město získalo nový název, ale ještě předtím se krátce používala jména Goleszewo a Goliszewo.
Dne 1. ledna 1990 Golczewo získalo status města.

## Přírodní poměry
Správní území města měří 7,42 km² a leží v jihozápadní části Gryfické roviny. Na západním okraji města leží jezera Okonie a Szczucze, kterými protéká řeka Niemica.

## Doprava
Přes město vedou dvě okružní turistické trasy: červeně značená trasa Golczewský les (15,5 km) a žlutě značená trasa Údolí Niemice (17,5 km).

## Pamětihodnosti
- Kostel svatého Ondřeje Boboli ze šestnáctého století
- Pozůstatky biskupského hradu z přelomu třináctého a čtrnáctého století, kterým dominuje 33 metrů vysoká věž
- Přírodní rezervace Golczewskie Uroczysko asi tři kilometry severovýchodně od města

## Partnerská města
- Joachimsthal, Německo
- Nohant-Vic, Francie

## Galerie

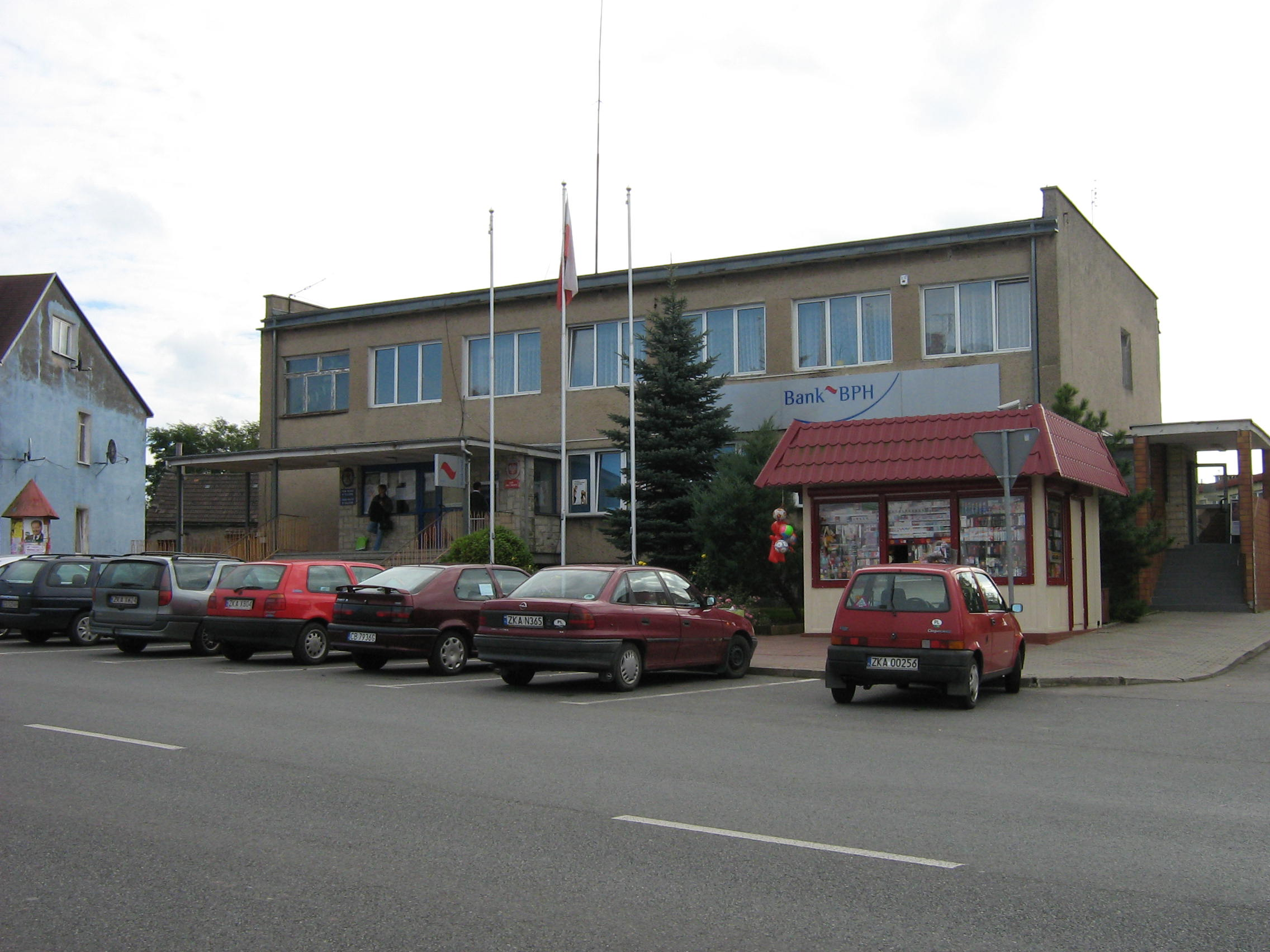
Městský úřad
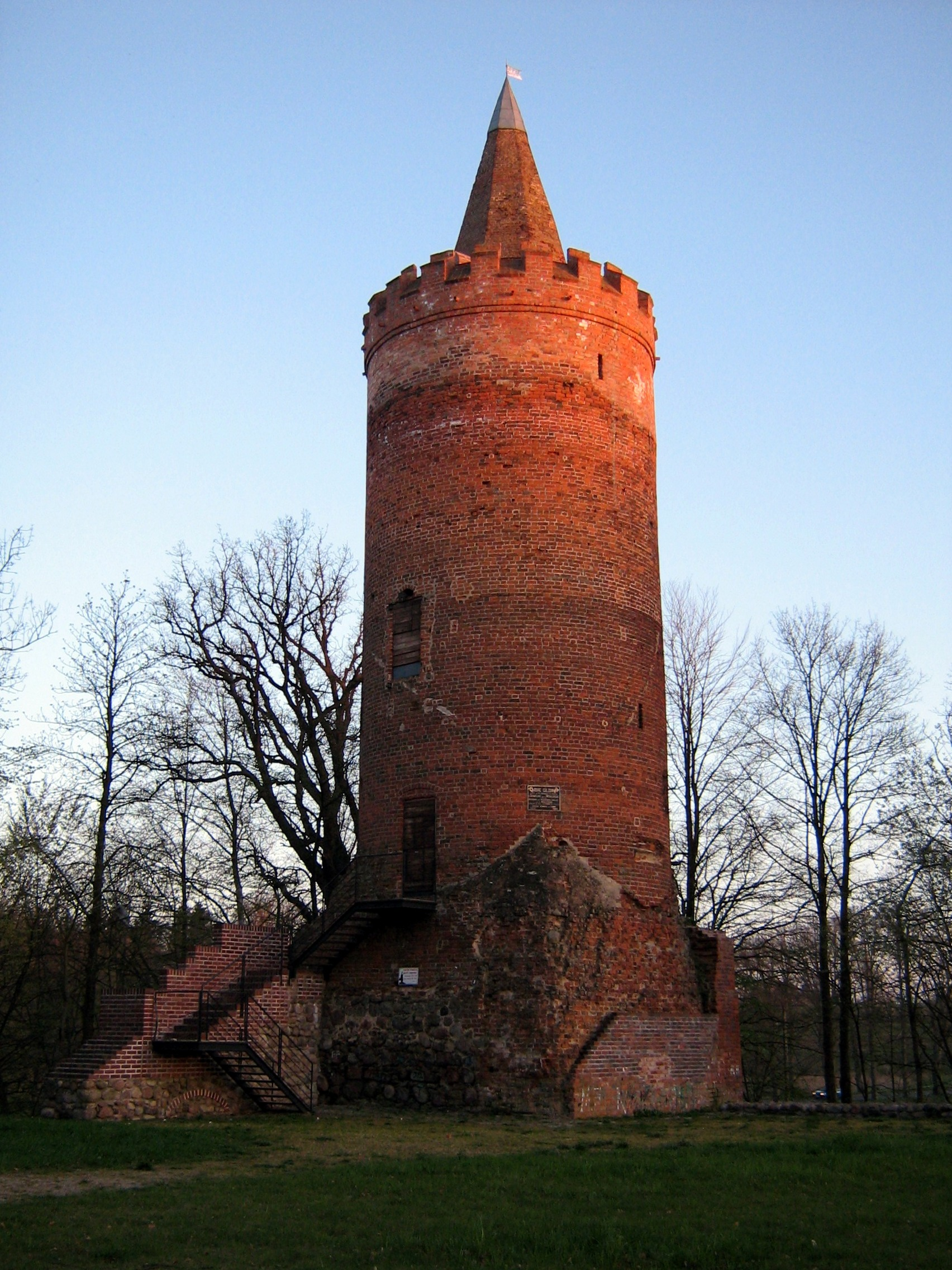
Hradní věž
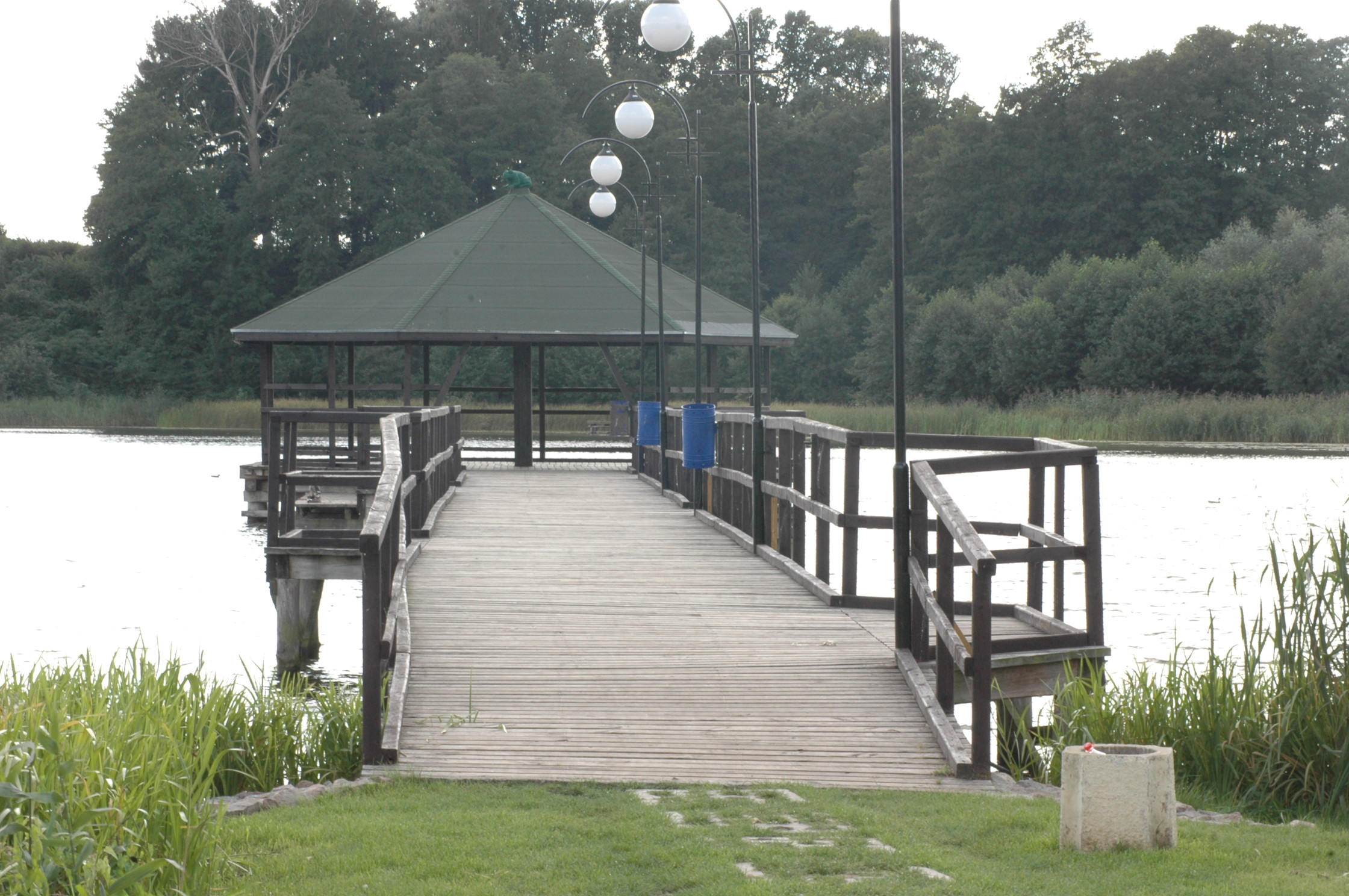
Molo na Szczuczském jezeře
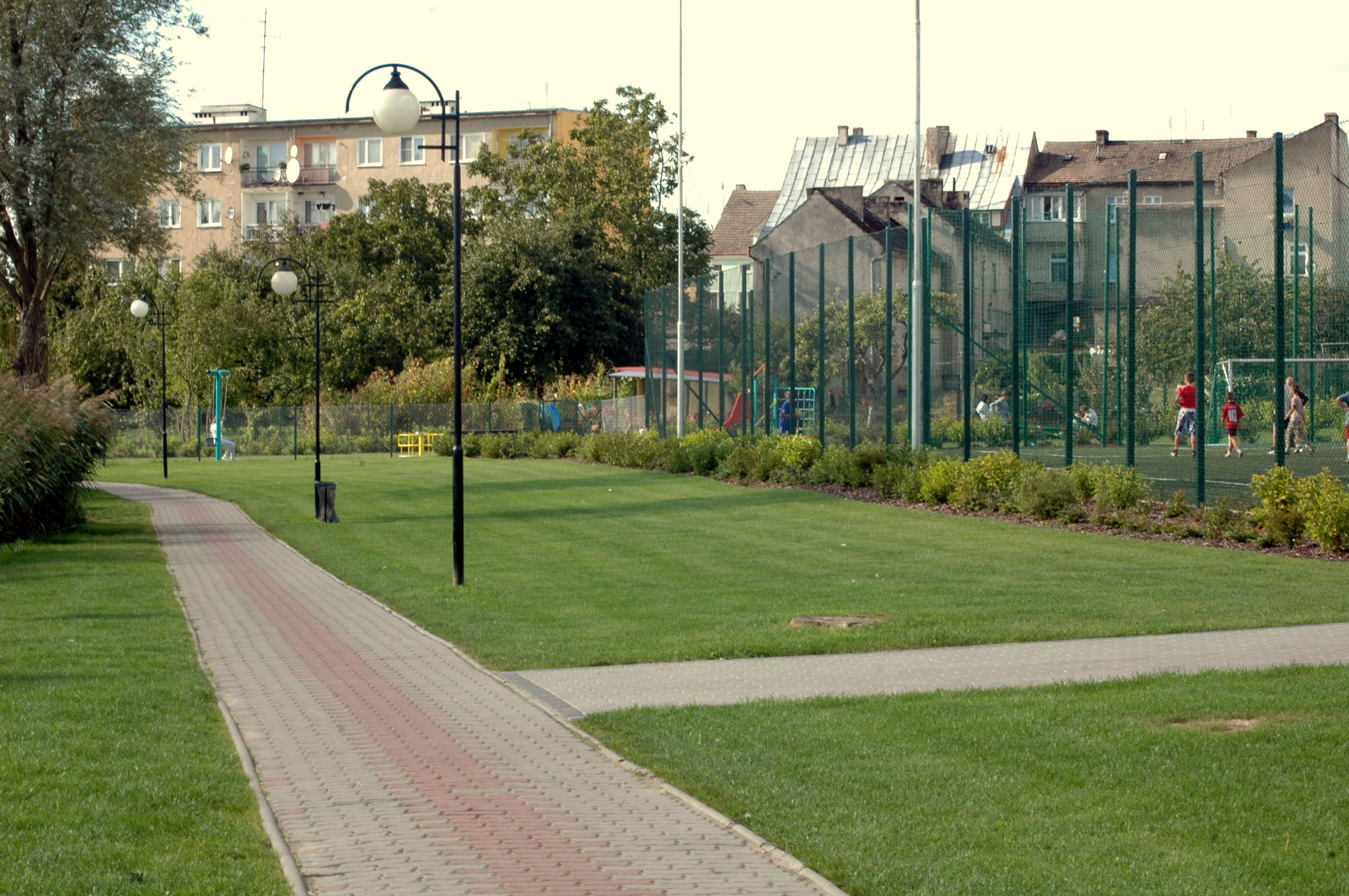
Park